# Мандейский язык
Манде́йский язы́к (ࡌࡀࡍࡃࡀࡉࡉ), или, точнее, классический мандейский язык, — литургический язык мандеизма и разновидность юго-восточного арамейского языка, используемая мандейской общиной, традиционно базирующейся в южных частях Ирака и юго-западе Ирана, для своих религиозных книг. Этот язык отличается обильным использованием гласных букв в письменной форме, так называемой пленной орфографии (мандейское письмо) и степенью влияния персидского и аккадского языков на его лексику, особенно в области религиозной и мистической терминологии. На сегодняшний день мандейский находится под серьёзной угрозой вымирания, все признаки указывают на то, что он исчезнет вместе с нынешним поколением носителей.

## Генеалогическая и ареальная информация
В научной классификации арамейской языковой группы поздний период развития этих языков традиционно представлен двумя отдельными, но одинаково важными подгруппами: восточноарамейской, возникшей под властью Ирана в Месопотамии и восточной Сирии, и западноарамейской, образовавшейся во время правления эллинов и римлян в регионе между Сирией на севере и Аравией на юге. Самое первое грамматическое описание мандейского языка было сделано немецким востоковедом Теордором Нёльдеке. В ходе своего исследования учёный пришёл к выводу, что в мандейском полностью отсутствуют какие-либо следы западноарамейских языков. Однако он всё же периодически подвергался воздействию со стороны других языков: американский лингвист Чарльз Хаберль обнаружил примеры значительного влияния иврита, древнегреческого и латыни на мандейский язык.
Классический мандейский язык принадлежит к юго-восточной группе арамейских языков и тесно связан с вавилонским иудейско-арамейским языком. Согласно работе "The Aramaic language: its distribution and subdivisions" (Göttingen, 1986) немецкого лингвиста Клауса Байера, эти языки настолько близки, что фактически различаются только письменностью.
Литургическое использование мандейского или классического мандейского языка встречается в Иране (особенно в южных частях страны), в Багдаде, Ираке и в диаспоре (особенно в США, Швеции, Австралии и Германии). На современном потомке мандейского или классического мандейского языка, известного как новомандейский, нео-мандейский или современный мандейский язык, говорит небольшая группа мандеев вокруг Ахваза  и Хорремшехра в южной иранской провинции Хузестан. Все восточные среднеарамейские диалекты находят своё продолжение в новоарамейских языках. Важно отметить, что новомандейский язык представляет собой новейшую стадию фонологического и морфологического развития классического мандейского. Помимо этого, он является единственным сохранившимся диалектом арамейского языка, непосредственно произошедшим от любого из засвидетельствованных диалектов поздней Античности. Новомандейский сохраняет в своей грамматике большую часть исходных синтетических форм ранних арамейских диалектов, исключение составляет только исчезнувшее из языка префиксальное спряжение.

## Социолингвистическая информация
В период с 2001-го по 2006-й годы число носителей мандейского языка составляло около 5500 человек. На классическом мандейском языке записаны священные тексты мандеизма, главным из которых является Гинза Рабба. Современные мандеи используют новомандейский язык, однако в 2014-м году их сообщество составляло от 100 до 200 носителей. Текущее отношение современному мандейскому языку как внутри мандейской общины, так и за его пределами варьируется от безразличного до враждебного. Арабские соседи мандеев описывают их язык как ‘смешанный’ или ‘обратный’ арабский язык. Мандейские аллофоны же воспринимают его как разновидность персидского или арабского жаргона, включающего в себя несколько мандейских слов.
Несмотря на то, что число членов мандейской общины насчитывает приблизительно 60.000 человек, только для нескольких сотен мандеев, в основном прожижвающих в Иране, мандейский является родным языком (данные 2019-го года).
Сабейские мандеи — этнорелигиозная группа, глубоко укоренившаяся в истории Месопотамии и существовующая уже около 2000 лет. Мандейский язык, древний язык сабейских мандеев, был самым распространённым языком на Ближнем Востоке в доисламскую эпоху. На данный момент мандейский не считается языком иракских иммигрантов, поскольку сабейские мандеи являются единственным национальным меньшинством, не имеющим своего анклава. В исследовании 2019-го года, описанном в журнале "International Journal of Arabic-English Studies", был рассмотрен современный статус языка и культуры мандеев на примере общины сабейских мандеев в Багдаде. Относящиеся к ней информанты сообщали о своём плохом владении мандейским языком и хорошем владении арабским. Пожилые участники опроса также отмечали у себя 'низкий' уровень знания мандейского, а некоторые заявляли об его отсутствии. Авторы данной научной статьи приходят к выводу, что передача мандейского языка из поколения в поколение давно прекращена, вместо него во всех сферах жизни сообщество использует арабский. Арабский язык является языком общения между соседями, учениками школ, студентами университетов и коллегами; выполняет роль языка СМИ и религиозных поклонений (кроме особых ритуалов). Можно дополнительно подчеркнуть, что все современные носители мандейского языка являются билингвами или трилингвами, владея также арабским и/или персидским языками. Влияние этих языков на современный мандейский особенно велико в областях лексики и морфологии существительного.

## Список литературы
- Rudolf Macúch // Handbook of Classical and Modern Mandaic
- C.G. Häberl // Mandaic
- Klaus Beyer // The Aramaic language: its distribution and subdivisions
- C.G. Häberl // Mandaic and the Palestinian Question
- Mohammed Nofal, Bader Dweik, Ma'alim Al-Obaid // An Ethnic Language and Culture without a Safe Enclave: A Socio-cultural Perspective